# Грулл, Ричард

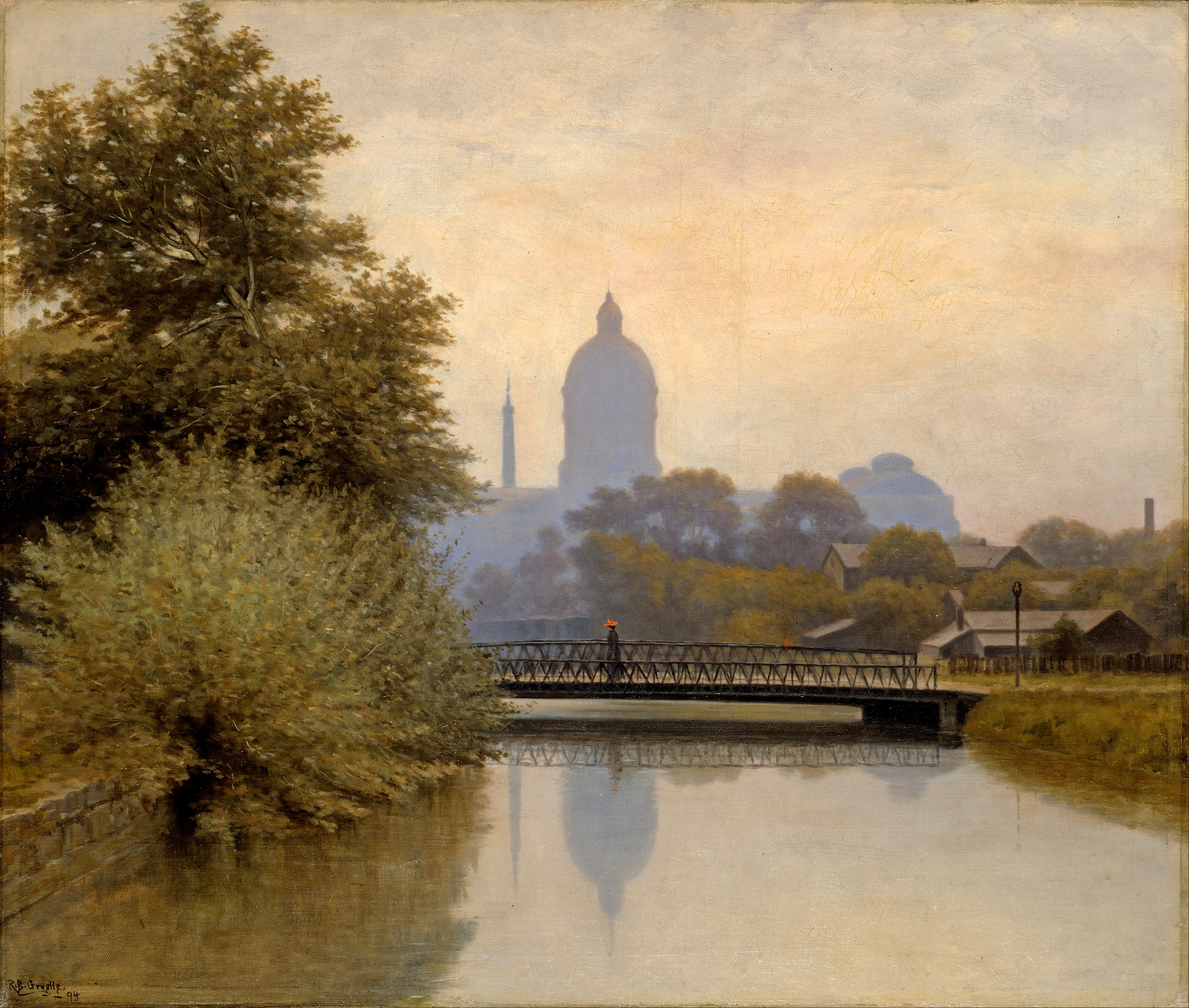
The Canal Morning Effect,
1894 год

Ричард Грулл (Груэлл) (англ. Richard Buckner Gruelle; 1851—1914) — американский художник-импрессионист, пейзажист, член группы  Hoosier Group.  Главным произведением Грулла является картина «The Canal—Morning Effect» (1894), изображающая горизонт Индианаполиса, штат Индиана, но он также известен своими акварелями и морскими пейзажами окрестностей Глостера, штат Массачусетс.
Старший сын Грулла, Джонни Грулл (1880-1938), стал  художником-карикатуристом, иллюстратором и писателем, который наиболее  известен как создатель вымышленных персонажей в серии детских книг — Тряпичной Энн и Тряпичного Энди.

## Биография
Родился 22 февраля 1851 года в городе Синтиана, штат Кентукки, в семье Джона Бошана Грулла и Пруденс (Мур) Грулл.
В 1910 году переехал в город Норуолк, штат Коннектикут. Был самоучкой и единственным из группы Hoosier Group, не посещавшим Европу для обучения. Первоначально писал портреты и домашние интерьеры, затем стал создавать пейзажи.
Умер Ричард Грулл 4 ноября 1914 года в Индианаполисе, штат Индиана. Был похоронен на городском кладбище Crown Hill Cemetery.

### Семья
Был женат на Alice Benton Gruelle (ум. 1935). Его старший сын — Джонни Грулл (1880—1938), был коммерческим художником, известен как создатель вымышленного персонажа — Тряпичная Энни. Другой сын — Джастин (англ. Justin C. Gruelle, 1889—1978).